# Такрам
Такрам (перс. تكرم) — село в Ірані, у дегестані Джірдег, в Центральному бахші, шагрестані Шафт остану Ґілян. За даними перепису 2006 року, його населення становило 582 особи, що проживали у складі 154 сімей.

## Клімат
Середня річна температура становить 14,22°C, середня максимальна – 27,79°C, а середня мінімальна – -0,58°C. Середня річна кількість опадів – 1007 мм.
| Клімат поселення                              | Клімат поселення | Клімат поселення | Клімат поселення | Клімат поселення | Клімат поселення | Клімат поселення | Клімат поселення | Клімат поселення | Клімат поселення | Клімат поселення | Клімат поселення | Клімат поселення | Клімат поселення |
| Показник                                      | Січ.             | Лют.             | Бер.             | Квіт.            | Трав.            | Черв.            | Лип.             | Серп.            | Вер.             | Жовт.            | Лист.            | Груд.            |                  |
| Середній максимум, °C                         | 8,87             | 9,44             | 11,79            | 17,78            | 21,98            | 25,36            | 27,79            | 27,55            | 24,37            | 21,07            | 16,60            | 12,06            |                  |
| Середня температура, °C                       | 4,12             | 4,72             | 7,09             | 13,07            | 17,26            | 20,62            | 23,51            | 23,26            | 20,09            | 16,81            | 12,32            | 7,78             |                  |
| Середній мінімум, °C                          | −0,58            | −0,01            | 2,35             | 8,35             | 12,54            | 15,90            | 19,25            | 19,00            | 15,81            | 12,51            | 8,05             | 3,51             |                  |
| Норма опадів, мм                              | 107              | 86               | 81               | 52               | 43               | 27               | 22               | 48               | 102              | 154              | 141              | 144              |                  |
| Середньомісячна швидкість вітру, м/с          | 2.26             | 2.37             | 2.40             | 2.30             | 2.30             | 2.53             | 2.50             | 2.39             | 2.18             | 2.00             | 1.90             | 1.93             |                  |
| Середньомісячна сонячна радіація, кДж/м²·день | 6853             | 9002             | 11064            | 15742            | 19999            | 22253            | 23156            | 19610            | 16092            | 11054            | 8651             | 6600             |                  |
| --------------------------------------------- | ---------------- | ---------------- | ---------------- | ---------------- | ---------------- | ---------------- | ---------------- | ---------------- | ---------------- | ---------------- | ---------------- | ---------------- | ---------------- |
| Джерело:                                      |                  |                  |                  |                  |                  |                  |                  |                  |                  |                  |                  |                  |                  |